# Thetford (Cambridgeshire)
Pour les articles homonymes, voir Thetford (homonymie).
Thetford est une paroisse civile du Cambridgeshire, en Angleterre.